# Турийска река
Турийска река е река в Южна България, област Стара Загора, община Павел баня, десен приток на Тунджа. Дължината ѝ е 21 km.
Турийска река извира под името Средна река на 1025 m н.в., на 150 m северно от връх Каваклийка в Сърнена Средна гора. До село Турия тече на север в дълбока и гъсто залесена долина. Преди селото завива на изток, а след него на североизток, навлиза в Казанлъшкото поле и долината ѝ става широка и плитка. Влива се отдясно в река Тунджа на 391 m н.в., на 700 m северозападно от село Виден, в „опашката" на язовир „Копринка".
Площта на водосборния басейн на Турийска река възлиза на 83 km2, което представлява 0,98% от водосборния басейн на река Тунджа. Основни притоци: → ляв приток, ← десен приток
- ← Калъдере
- → Излянска река
- ← Кавакдере

Реката е с основно дъждовно подхранване с максимум – февруари-май и минимум – юли-октомври. Среден годишен отток при село Турия 0,5 m3/s. Почти ежегодно през лятно-есенните месеци пресъхва.
По течението на реката в Община Павел баня е разположено само село Турия.
По долината на реката на протежение от 16,7 km от извора ѝ до град Павел баня преминава участък от второкласен път № 56 от Държавната пътна мрежа Пловдив – Брезово – град Шипка.
В долното течение част от водите на реката се използват за напояване.

## Топографска карта
- Лист от карта K-35-51. Мащаб: 1 : 100 000.